# En plein vol (film)
Pour les articles homonymes, voir En plein vol et Lift.
Pour plus de détails, voir Fiche technique et Distribution.
En plein vol (Lift) est un film américain réalisé par F. Gary Gray et sorti en 2024. Il est diffusé en exclusivité sur Netflix.

## Synopsis
Un voleur très expérimenté est courtisé par son ex-petite amie et Interpol. Ils vont tenter un casse impossible lors d'un vol sur un Airbus A380 entre Londres et Zurich.

## Fiche technique
Sauf indication contraire, les informations mentionnées dans cette section peuvent être confirmées par la base de données cinématographiques IMDb,  présente dans la section « Liens externes ».
- Titre original : Lift
- Titre français : En plein vol[1]
- Réalisation : F. Gary Gray
- Scénario : Dan Kunka et Jeremy Doner
- Musique : Guillaume Roussel et Dominic Lewis
- Direction artistique : Robert-John Carlisle
- Décors : Daniel Birt
- Costumes : Antoinette Messam
- Photographie : Bernhard Jasper
- Montage : Mischa Chaleyer-Kynaston
- Production : Audrey Chon, Kevin Hart, Adam Kassan, Simon Kinberg, Matt Reeves et Bryan Smiley

Producteur associé : Charley McLeod
Producteur délégué : Brent O'Connor
- Sociétés de production : Genre Films, Hartbeat Productions et 6th & Idaho Productions
- Société de distribution : Netflix
- Budget : n/a
- Pays de production :  États-Unis
- Langue originale : anglais
- Format : couleur
- Genre : comédie policière, action, thriller, film de casse
- Durée : 104 minutes
- Date de sortie[2] : 12 janvier 2024 (sur Netflix)

## Distribution
- Kevin Hart (VF : Jean-Baptiste Anoumon) : Cyrus Whitaker
- Gugu Mbatha-Raw (VF : Fily Keita) : l'agent Abby Gladwell
- Sam Worthington (VF : Adrien Antoine) : Huxley
- Vincent D'Onofrio (VF : Gilles Morvan) : Denton
- Úrsula Corberó (VF : Alexandra Naoum) : Camila
- Billy Magnussen (VF : Jim Redler) : Magnus
- Yun Jee Kim (VF : Geneviève Doang) : Mi-Sun
- Viveik Kalra (en) (VF : Martin Faliu) : Luke
- Jean Reno (VF : lui-même) : Lars Jorgensen
- Jacob Batalon (VF : Pascal Nowak) : N8
- Burn Gorman (VF : Yann Guillemot) : Cormac
- Paul Anderson (VF : Pascal Casanova) : Donal
- David Proud (en) (VF : Benjamin Bollen) : Harry
- Oli Green (VF : Aurélien Raynal) : Mollsen
- Ross Anderson (VF : Jérémy Bardeau) : Ross

## Production
En mars 2021, un script spéculatif de Dan Kunka, intitulé Lift, est acquis par Netflix. Simon Kinberg et Matt Reeves sont annoncés à la production, via leurs sociétés respectives Genre Pictures et 6th & Idaho. En septembre 2021, F. Gary Gray est annoncé à la réalisation alors que Kevin Hart est annoncé comme acteur principal et producteur. En juin 2022, la majorité des acteurs est annoncée alors que Jeremy Doner a participé à l'écriture du scénario.
Plusieurs acteurs et actrices européens font partie de la distribution notamment Jean Reno ou encore l'actrice espagnole Ursula Corbero.
Le tournage débute en février 2022. Il se déroule à Belfast en Irlande du Nord, à Venise (place Saint-Marc, palais des Doges, pont du Rialto, Rio dei Gesuiti, arsenal, Grand Canal), au château de Miramare dans la province de Trieste ainsi qu'à Londres ,.

## Accueil
Adrian Horton dans The Guardian écrit qu'il s'agit d' "un film de braquage sans intérêt" .